# ひめポン!
『ひめポン!』は、2016年4月4日より愛媛県内のNHK総合テレビジョンで放送されているNHK松山放送局制作による『NHKニュース』のローカルニュース番組である。

## 概要
2011年から5年間放送された『いよ×イチ』の後番組として開始された。
四国の放送局（他に高松放送局のゆう6かがわ、徳島放送局のとく6徳島、高知放送局のこうちいちばん）で唯一字幕放送となっており、メインコーナーとして「ひめクロ」をはじめ、曜日別のコーナーとして月曜日は「この人にポン」と「ひめスポ」、火曜日は「訪ねてポン」、水曜日は前園真聖が四国各地を自転車で旅する「前園真聖 四国ともたび」、木曜日は「えひめぐり」と「クイズ ひめ天!」、金曜日は「支局でポン」が放送される。
またシリーズ企画として昭和南海地震に関連する話題の放送も行われている。
2020年3月末以降、冒頭のニュース部分の項目が切り替わるタイミングに『NHKニュース7』で用いられているものと同じアタック音が流れるようになった。
2022年4月4日放送分から放送常時同時配信・見逃し番組配信サービス「NHKプラス」で、番組全編の見逃し配信を開始した。

## 出演者
| 年度 | キャスター | キャスター   | キャスター   | キャスター | キャスター | キャスター | キャスター | キャスター |
| 年度 | 男性       | 女性（隔週） | 女性（隔週） | リポーター | リポーター | リポーター | 気象予報士 | 気象予報士 |
| ---- | ---------- | ------------ | ------------ | ---------- | ---------- | ---------- | ---------- | ---------- |
| 2016 | 小澤康喬   | 福島由季     | 三島早織     | 丹友美     | 丹友美     | 寺岡凜     | 杉澤綾香   | 杉澤綾香   |
| 2017 | 小澤康喬   | 福島由季     | 菅美可子     | 丹友美     | 丹友美     | 寺岡凜     | 太田絢子   | 太田絢子   |
| 2018 | 小澤康喬   | 福島由季     | 菅美可子     | 丹友美     | 丹友美     | 髙須啓睦   | 太田絢子   | 太田絢子   |
| 2019 | 中澤輝     | 高橋京香     | 菅美可子     | 丹友美     | 丹友美     | 髙須啓睦   | 佐藤万里奈 | 佐藤万里奈 |
| 2020 | 中澤輝     | 岸本南奈     | 菅美可子     | 丹友美     | 丹友美     | 鈴村奈美   | 佐藤万里奈 | 佐藤万里奈 |
| 2021 | 中澤輝     | 岸本南奈     | 鈴村奈美     | 丹友美     | 丹友美     | 白井英里子 | 佐藤万里奈 | 佐藤万里奈 |
| 2022 | 松田利仁亜 | 岸本南奈     | 鈴村奈美     | 井本千晶   | 井本千晶   | 白井英里子 | 野口琢矢   | 関まどか   |
| 2023 | 松田利仁亜 | 荒川紗希     | 鈴村奈美     | 大内菜々子 | 大内菜々子 | 水野智尋   | 野口琢矢   | 関まどか   |
| 2024 | 松田利仁亜 | 荒川紗希     | 瀧口菜々子   | 大内菜々子 | 大内菜々子 | 水野智尋   | 田中勇作   | 岡田桃子   |
| 2025 | 渡辺健太   | 荒川紗希     | 瀧口菜々子   | 井本千晶   | 大内菜々子 | 水野智尋   | 田中勇作   | 田中勇作   |

## 派生番組

### ひめポン!645
ニュースフォーマットはいずれも『ひめポン!』に準じている。